# Iván Fernández Tamayo
Iván Fernández Tamayo (Retamal de Llerena, Extremadura, España, 14 de febrero de 2000), más conocido como Iván Fernández, es un futbolista español que juega en la demarcación de extremo derecho en el C. P. Cacereño de la Primera Federación.

## Trayectoria
Iván Fernández comenzó a destacar como futbolista cuando militaba en el equipo juvenil del C. D. Diocesano. En abril de 2019, debuta con el primer equipo en la Tercera División ante el Arroyo C. P. y el 5 de mayo, logra su primer gol en categoría nacional ante la U. P. Plasencia.
Tras mostrar un buen rendimiento, la A. D. Alcorcón lo fichó para su filial donde jugó una temporada. Después del paso por tierras madrileñas, vuelve a Extremadura y ficha por el C. D. Coria de la Tercera División, con el que más tarde consiguió el ascenso a la nueva Segunda Federación y debutó en la Copa del Rey ante el Real Oviedo, donde además anotó un gol.
En verano de 2022, deja el Coria para marcharse al C. P. Cacereño con el que juega dos temporadas y disputa una fase de ascenso a Primera Federación. De cara a la temporada 2024-25, firmó por la U. D. Melilla, también de Segunda Federación.
En junio de 2025, se anunció su regreso al C. P. Cacereño, recién ascendido a la Primera Federación.

## Estadísticas

### Clubes
Actualizado al último partido disputado el 4 de mayo de 2025.
| Club                        | Div.          | Temporada     | Liga  | Liga  | Liga   | Copas nacionales | Copas nacionales | Copas nacionales | Copas internacionales | Copas internacionales | Copas internacionales | Total | Total | Total  |
| Club                        | Div.          | Temporada     | Part. | Goles | Asist. | Part.            | Goles            | Asist.           | Part.                 | Goles                 | Asist.                | Part. | Goles | Asist. |
| --------------------------- | ------------- | ------------- | ----- | ----- | ------ | ---------------- | ---------------- | ---------------- | --------------------- | --------------------- | --------------------- | ----- | ----- | ------ |
| C. D. Diocesano · España    | 1.ª Ext       | 2016-17       | 8     | 7     | 0      | 0                | 0                | 0                | ―                     | ―                     | ―                     | 8     | 7     | 0      |
| C. D. Diocesano · España    | 3.ª           | 2017-18       | 0     | 0     | 0      | 0                | 0                | 0                | ―                     | ―                     | ―                     | 0     | 0     | 0      |
| C. D. Diocesano · España    | 3.ª           | 2018-19       | 5     | 2     | 0      | 0                | 0                | 0                | ―                     | ―                     | ―                     | 5     | 2     | 0      |
| C. D. Diocesano · España    | Total club    | Total club    | 13    | 9     | 0      | 0                | 0                | 0                | 0                     | 0                     | 0                     | 13    | 9     | 0      |
| A. D. Alcorcón "B" · España | 3.ª           | 2019-20       | 18    | 2     | 0      | ―                | ―                | ―                | ―                     | ―                     | ―                     | 18    | 2     | 0      |
| A. D. Alcorcón "B" · España | Total club    | Total club    | 18    | 2     | 0      | 0                | 0                | 0                | 0                     | 0                     | 0                     | 18    | 2     | 0      |
| C. D. Coria · España        | 3.ª           | 2020-21       | 25    | 0     | 0      | 1                | 1                | 0                | ―                     | ―                     | ―                     | 26    | 1     | 0      |
| C. D. Coria · España        | 2.ª F         | 2021-22       | 32    | 9     | 0      | 0                | 0                | 0                | ―                     | ―                     | ―                     | 32    | 9     | 0      |
| C. D. Coria · España        | Total club    | Total club    | 57    | 9     | 0      | 1                | 1                | 0                | 0                     | 0                     | 0                     | 58    | 10    | 0      |
| C. P. Cacereño · España     | 2.ª F         | 2022-23       | 36    | 5     | 0      | 3                | 2                | 0                | ―                     | ―                     | ―                     | 39    | 7     | 0      |
| C. P. Cacereño · España     | 2.ª F         | 2023-24       | 34    | 7     | 2      | 1                | 1                | 0                | ―                     | ―                     | ―                     | 35    | 8     | 2      |
| C. P. Cacereño · España     | Total club    | Total club    | 57    | 9     | 0      | 1                | 1                | 0                | 0                     | 0                     | 0                     | 58    | 10    | 0      |
| U. D. Melilla · España      | 2.ª F         | 2024-25       | 28    | 8     | 3      | 0                | 0                | 0                | ―                     | ―                     | ―                     | 28    | 8     | 3      |
| U. D. Melilla · España      | Total club    | Total club    | 28    | 8     | 3      | 0                | 0                | 0                | 0                     | 0                     | 0                     | 28    | 8     | 3      |
| Total carrera               | Total carrera | Total carrera | 186   | 40    | 5      | 5                | 4                | 0                | 0                     | 0                     | 0                     | 191   | 44    | 5      |